# Сандаве (народ)

Сандаве - народ, який населяє територію між річками Бубу та Мпонде в центральних районах Танзанії (район Чемба).
Розмовляють ізольованою мовою сандаве, яку розглядають в рамках койсанської гіпотези (про Східну Африку як прабатьківщину готтентотів та бушменів ). Багато хто також володіє  мовами ньятуру та суахілі ( мови банту).
Носії архаїчної гаплогрупи А Y-хромосоми і найдавніших мітохондріальних гаплогруп . Імовірно відокремились від  хадза (які живуть за  150 км від них) близько 15 000 років тому. Ці народи демонструють найбільшу різноманітність мітохондріальних гаплогрупп і їх вважають древніми автохтонами Танзанії.
В основі традиційної соціальної організації - дрібні групи з кількох малих сімей. Традиційні заняття - полювання, збиральництво, рибальство; з початку XX століття - також землеробство (переважно ручне), скотарство (кози), птахівництво (кури) .
Значна частина сандаве сприйняла елементи культури сусідніх ньятуру (західні сандаве) та гого (південні сандаве). У віруваннях широко представлені культи духів лісу, життєдайної та шкідливої сили тварин і рослин, скель, магія.